# Mortes em maio de 2020
Mortes em 2020: ← Janeiro – Fevereiro – Março – Abril – Maio – Junho – Julho – Agosto – Setembro – Outubro – Novembro – Dezembro →
Esta é uma relação de pessoas notáveis que morreram durante o mês de maio de 2020, listando nome, nacionalidade, ocupação e ano de nascimento.

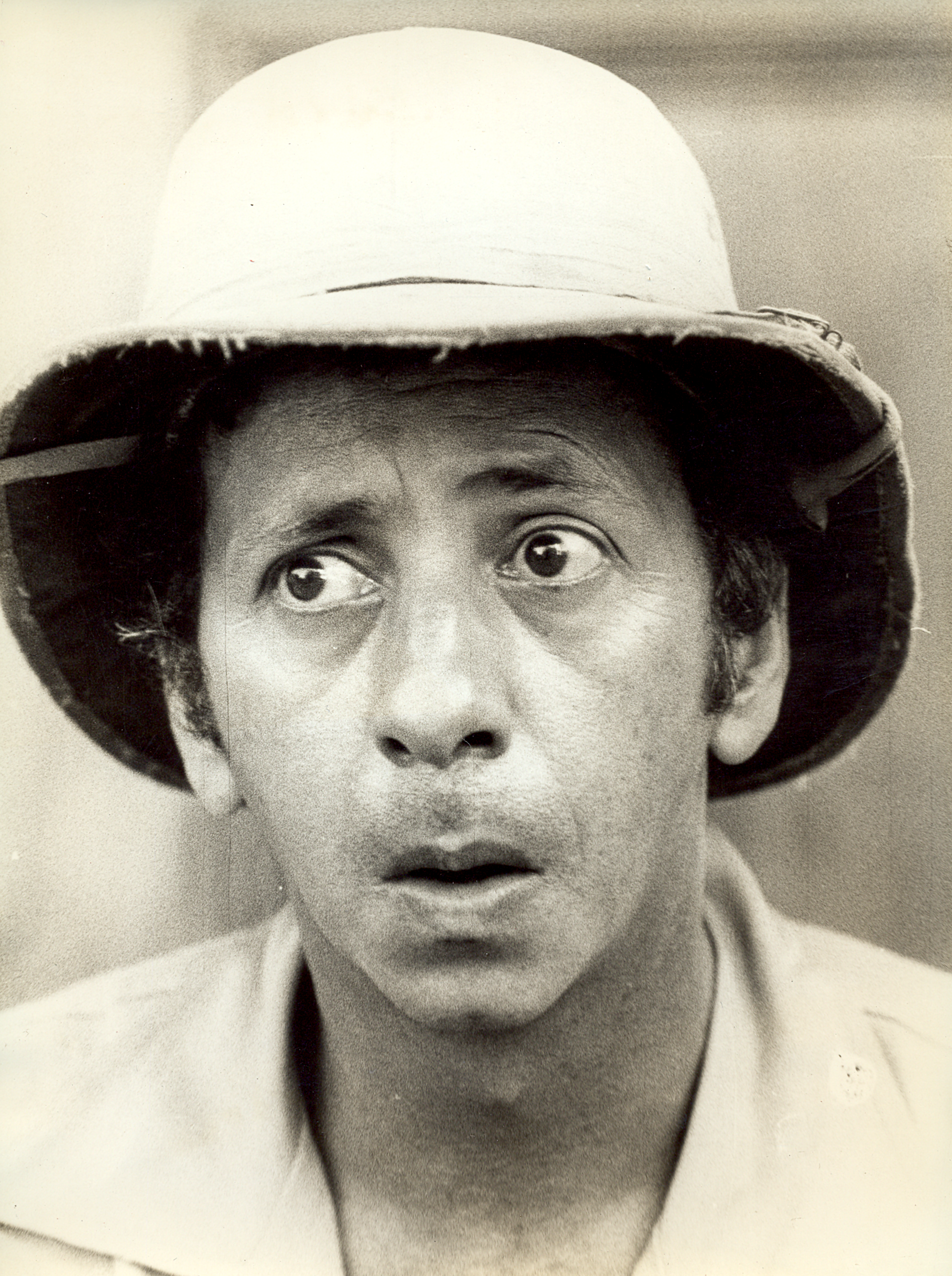
Flávio Migliaccio, ator, produtor e diretor brasileiro.

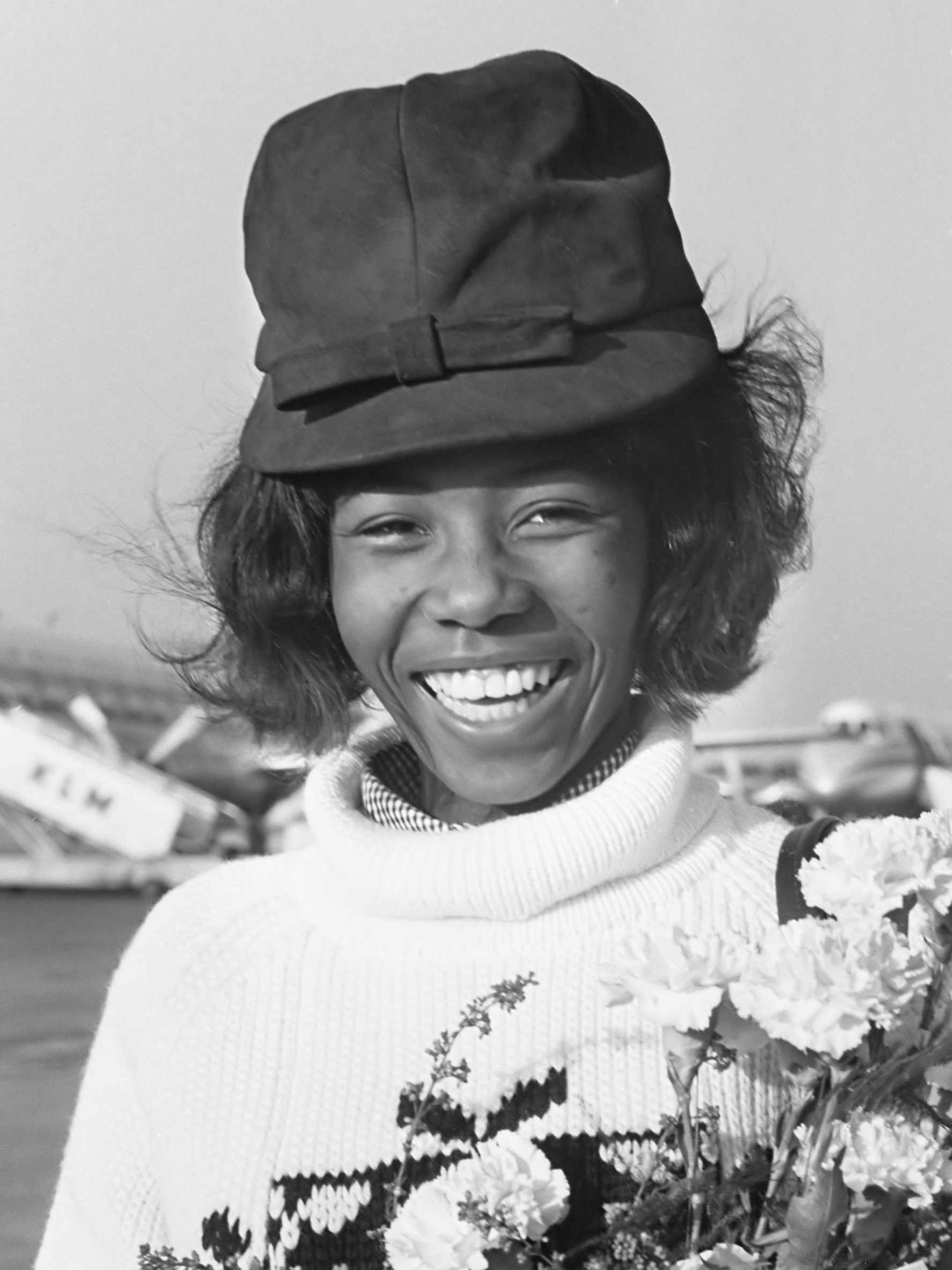
Millie Small, cantora jamaicana.

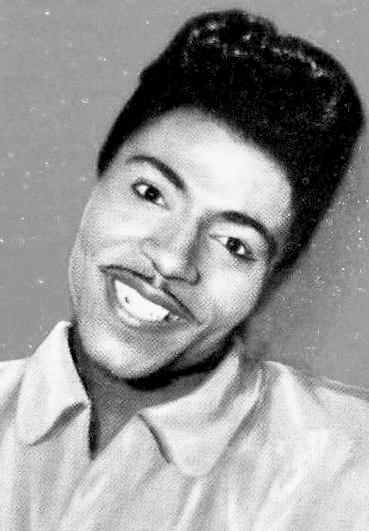
Little Richard, músico norte-americano.

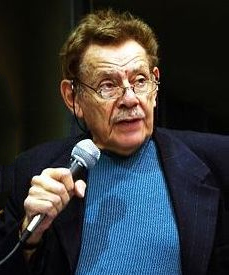
Jerry Stiller, ator norte-americano.

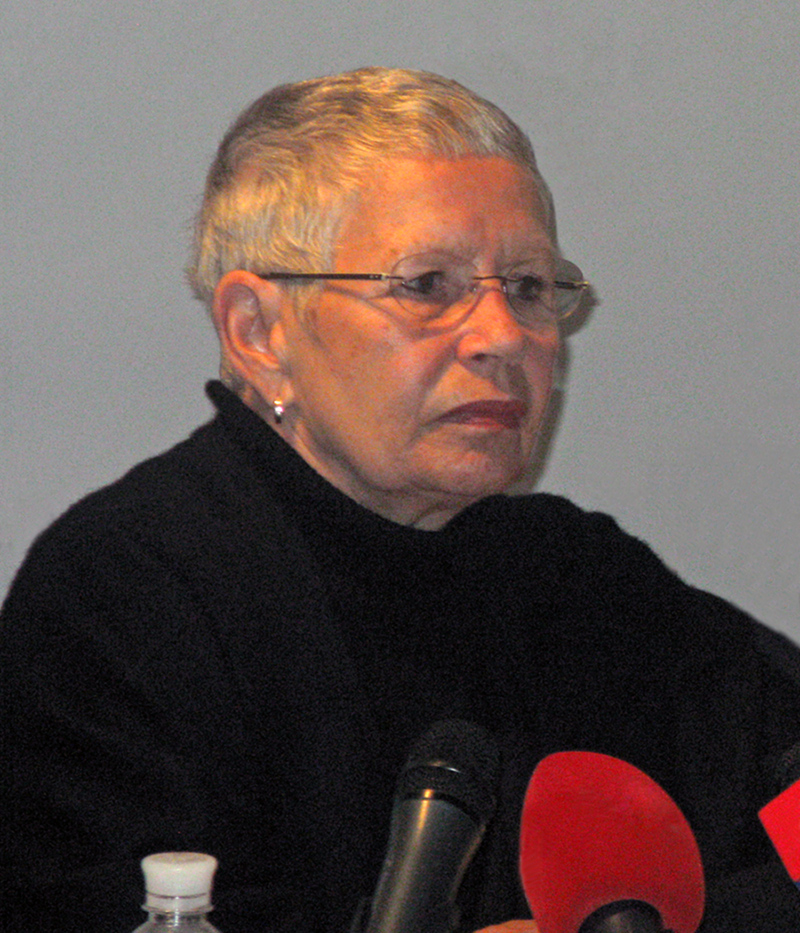
Astrid Kirchherr, fotógrafa e artista alemã.

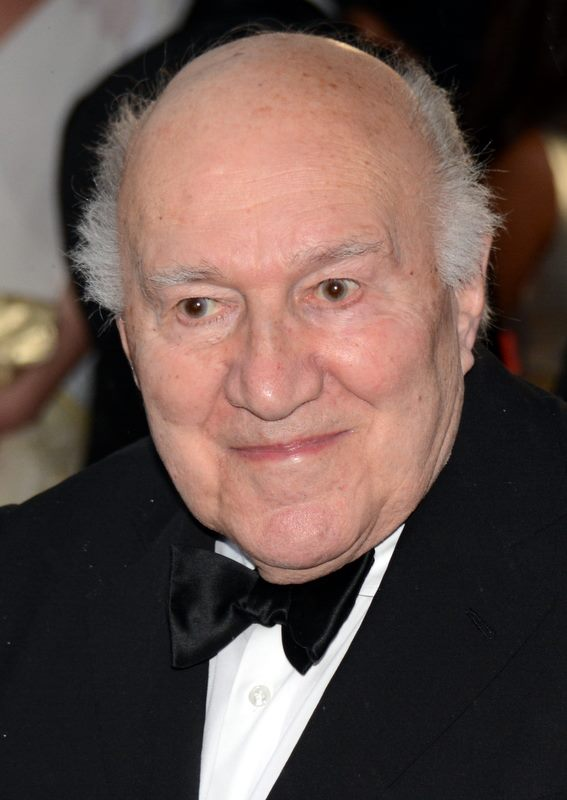
Michel Piccoli, ator francês.

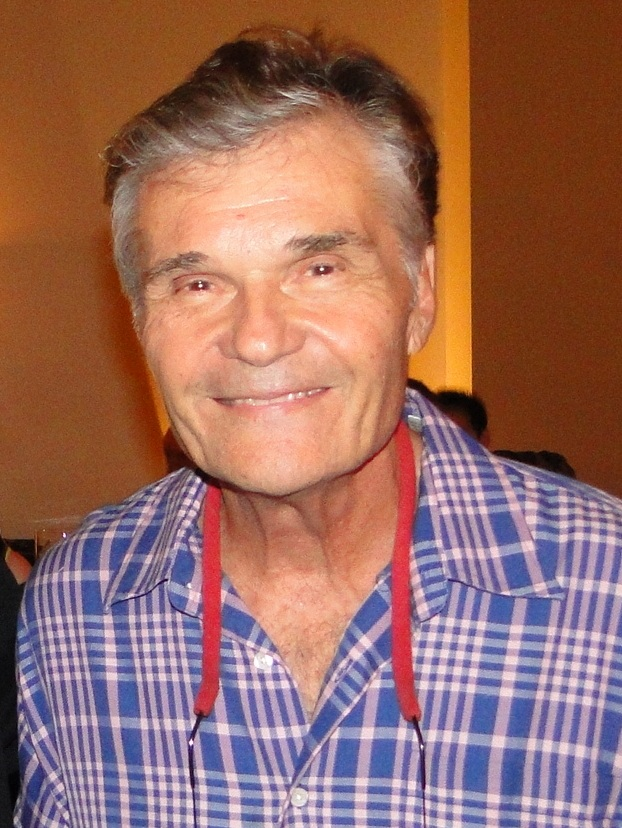
Fred Willard, ator norte-americano.

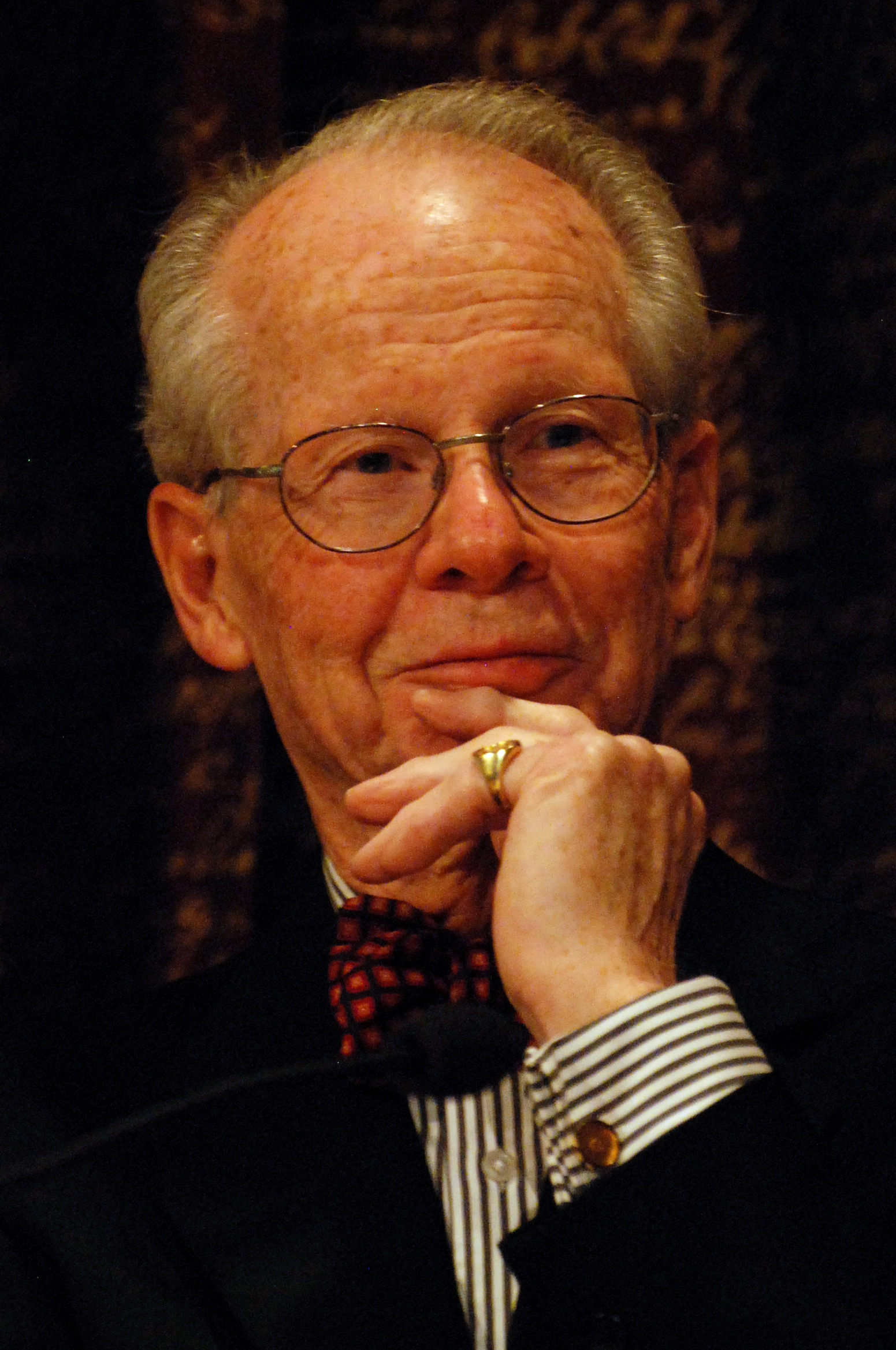
Oliver Williamson, economista norte-americano

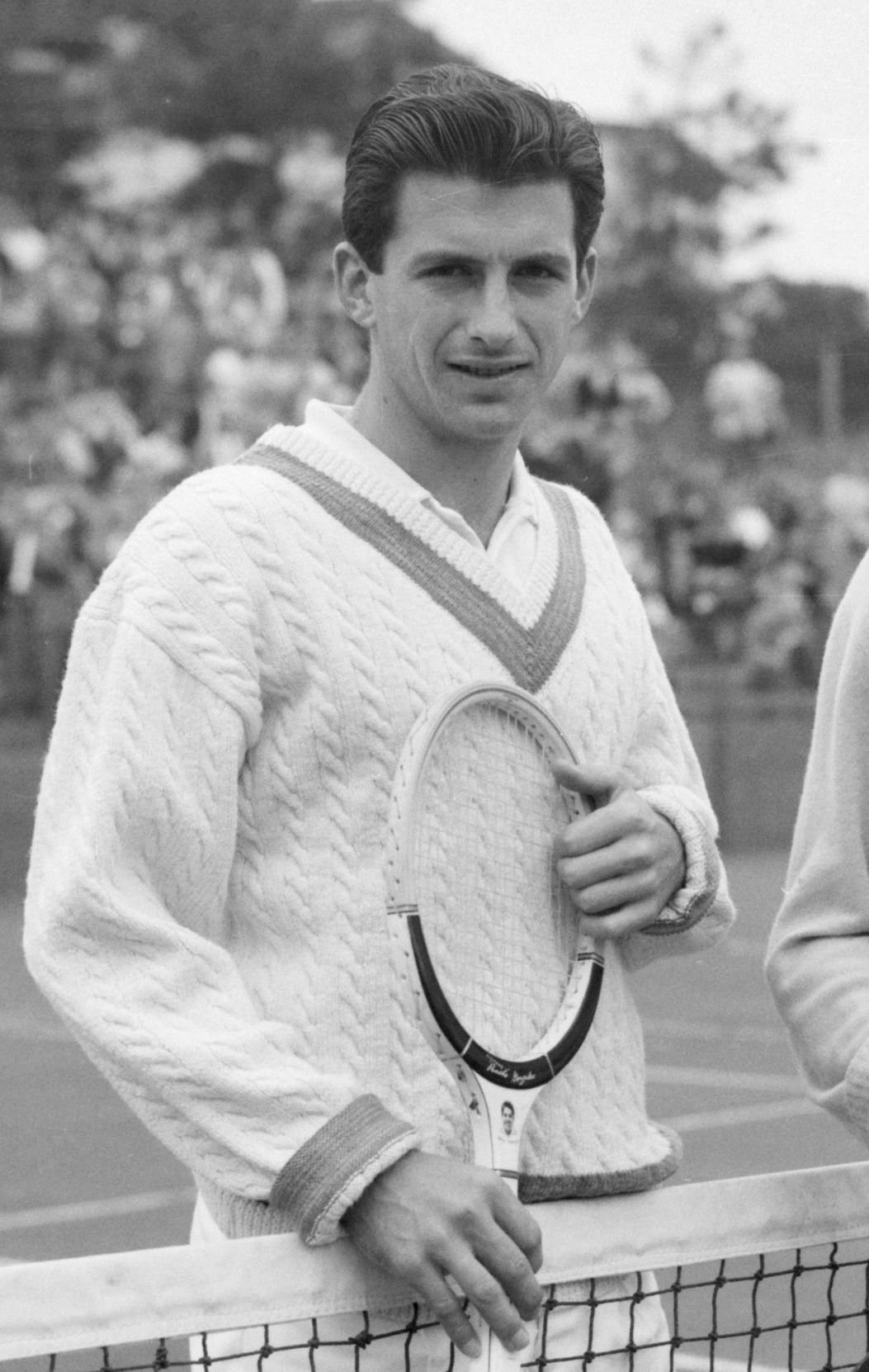
Ashley Cooper, tenista australiano.

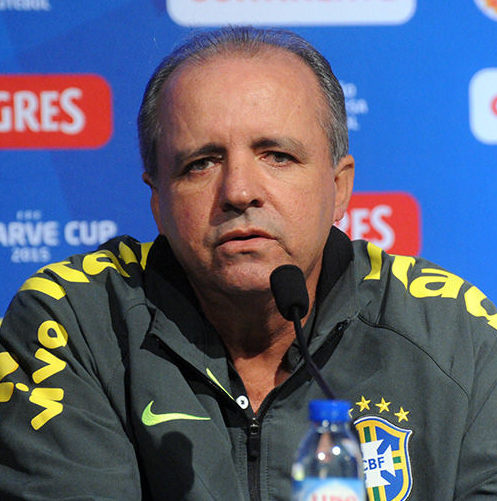
Vadão, treinador de futebol brasileiro.

George Floyd, ex-segurança americano.

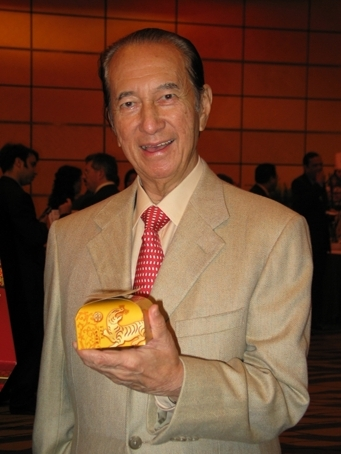
Stanley Ho, empresário luso-sino-macaense.

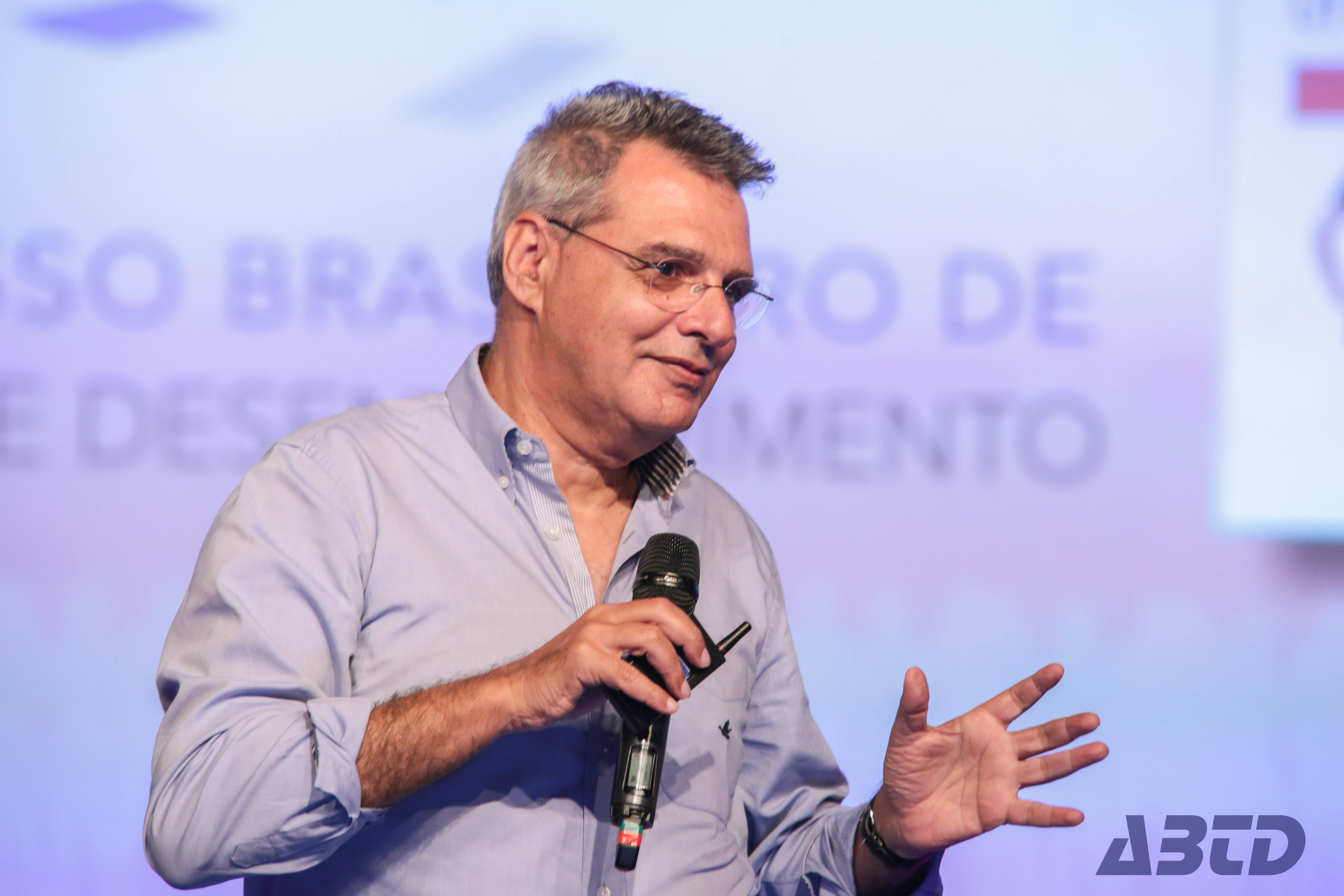
Gilberto Dimenstein, escritor e jornalista brasileiro.

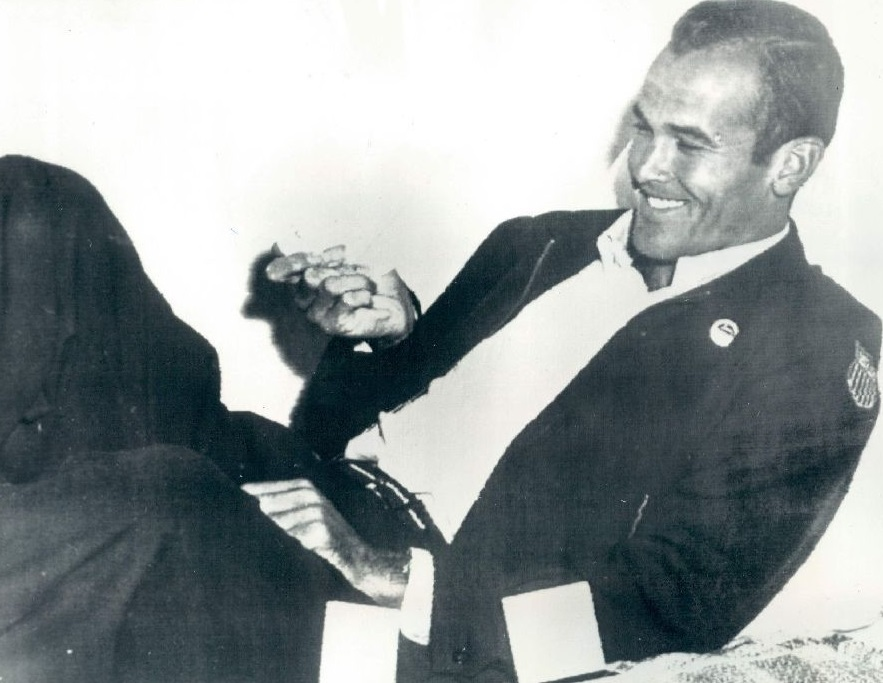
Bobby Morrow, velocista norte-americano.

| Dia | Nome                     | Profissão ou motivo de reconhecimento                    | Nacionalidade          | Nasc. | Ref     |
| --- | ------------------------ | -------------------------------------------------------- | ---------------------- | ----- | ------- |
| 1   | Chung Hae-won            | Futebolista e treinador                                  | Coreia do Sul          | 1959  | [ 1 ]   |
| 1   | Ruy Fausto               | Filósofo e professor universitário                       | Brasil                 | 1935  | [ 2 ]   |
| 1   | Antonina Ryzhova         | Voleibolista                                             | Rússia                 | 1934  | [ 3 ]   |
| 1   | Aurélio Correia do Carmo | Político, magistrado e advogado                          | Brasil                 | 1922  | [ 4 ]   |
| 1   | Allah Yar Ansari         | Político                                                 | Paquistão              | 1943  | [ 5 ]   |
| 1   | Yu Lihua                 | Escritora                                                | China/ Estados Unidos  | 1931  | [ 6 ]   |
| 2   | Celso Coutinho           | Político                                                 | Brasil                 | 1930  | [ 7 ]   |
| 2   | Idir                     | Cantor                                                   | Argélia                | 1949  | [ 8 ]   |
| 2   | Sérgio Bueno de Camargo  | Médico                                                   | Brasil                 | 1947  | [ 9 ]   |
| 2   | Robert Beck              | Pentatleta                                               | Estados Unidos         | 1936  | [ 10 ]  |
| 2   | George Kauffman          | Químico                                                  | Estados Unidos         | 1930  | [ 11 ]  |
| 3   | Zhang Qian'er            | Químico e professor                                      | China                  | 1928  | [ 12 ]  |
| 4   | Aldir Blanc              | Compositor e escritor                                    | Brasil                 | 1946  | [ 13 ]  |
| 4   | Don Shula                | Jogador de futebol americano                             | Estados Unidos         | 1930  | [ 14 ]  |
| 4   | Fernando Roth Schmidt    | Político, professor e dirigente esportivo                | Brasil                 | 1944  | [ 15 ]  |
| 4   | Flávio Migliaccio        | Ator, produtor e diretor                                 | Brasil                 | 1934  | [ 16 ]  |
| 4   | Guilherme Palmeira       | Político e advogado                                      | Brasil                 | 1938  | [ 17 ]  |
| 4   | Michael McClure          | Escritor                                                 | Estados Unidos         | 1932  | [ 18 ]  |
| 4   | Dragan Vučić             | Cantor, compositor, filantropo e apresentador de TV      | Macedônia do Norte     | 1955  | [ 19 ]  |
| 5   | Ciro Pessoa              | Músico e escritor                                        | Brasil                 | 1957  | [ 20 ]  |
| 5   | Sergei Adian             | Matemático                                               | Azerbaijão/ Rússia     | 1931  | [ 21 ]  |
| 5   | Millie Small             | Cantora                                                  | Jamaica                | 1946  | [ 22 ]  |
| 5   | João Kabeção             | Skatista                                                 | Brasil                 | 1973  | [ 23 ]  |
| 6   | Leslie Pope              | Diretora de arte de cinema                               | Estados Unidos         | 1954  | [ 24 ]  |
| 7   | Daisy Lúcidi             | Atriz, política e radialista                             | Brasil                 | 1929  | [ 25 ]  |
| 7   | Ty                       | Rapper                                                   | Reino Unido            | 1972  | [ 26 ]  |
| 8   | Byron Mallott            | Político                                                 | Estados Unidos         | 1943  | [ 27 ]  |
| 8   | Lúcia Braga              | Política                                                 | Brasil                 | 1934  | [ 28 ]  |
| 8   | Vicente André Gomes      | Médico e político                                        | Brasil                 | 1952  | [ 29 ]  |
| 8   | Tomás Carlovich          | Futebolista                                              | Argentina              | 1946  | [ 30 ]  |
| 8   | Jesus Chediak            | Ator, jornalista, teatrólogo e cineasta                  | Brasil                 | 1941  | [ 31 ]  |
| 8   | Dimitris Kremastinos     | Político, médico e professor                             | Grécia                 | 1942  | [ 32 ]  |
| 8   | Roy Horn                 | Ilusionista                                              | Alemanha               | 1945  | [ 33 ]  |
| 9   | Little Richard           | Músico                                                   | Estados Unidos         | 1932  | [ 34 ]  |
| 9   | Kristina Lugn            | Escritora                                                | Suécia                 | 1948  | [ 35 ]  |
| 9   | Abraham Palatnik         | Artista plástico                                         | Brasil                 | 1928  | [ 36 ]  |
| 9   | Carlos José              | Cantor e seresteiro                                      | Brasil                 | 1934  | [ 37 ]  |
| 9   | Pedro Pablo León         | Futebolista                                              | Peru                   | 1943  | [ 38 ]  |
| 9   | Johnny McCarthy          | Basquetebolista                                          | Estados Unidos         | 1934  | [ 39 ]  |
| 9   | Johannes Beck            | Jesuíta e eticista social                                | Alemanha               | 1922  | [ 40 ]  |
| 10  | Betty Wright             | Compositora e cantora                                    | Estados Unidos         | 1953  | [ 41 ]  |
| 10  | Sérgio Sant'Anna         | Escritor                                                 | Brasil                 | 1941  | [ 42 ]  |
| 10  | Lourdes Catão            | Decoradora e socialite                                   | Brasil                 | 1927  | [ 43 ]  |
| 10  | David Corrêa             | Compositor e cantor                                      | Brasil                 | 1937  | [ 44 ]  |
| 11  | Jerry Stiller            | Ator                                                     | Estados Unidos         | 1927  | [ 45 ]  |
| 11  | Thorkild Grosbøll        | Pastor                                                   | Dinamarca              | 1948  | [ 46 ]  |
| 11  | Paloma Cordero           | Ex-primeira-dama do seu país                             | México                 | 1937  | [ 47 ]  |
| 11  | Ann Katharine Mitchell   | Criptógrafa                                              | Reino Unido            | 1922  | [ 48 ]  |
| 12  | Renato Corti             | Cardeal                                                  | Itália                 | 1936  | [ 49 ]  |
| 12  | Philippe Redon           | Futebolista e treinador                                  | França                 | 1950  | [ 50 ]  |
| 12  | Astrid Kirchherr         | Fotógrafa e artista                                      | Alemanha               | 1938  | [ 51 ]  |
| 12  | Michel Piccoli           | Ator                                                     | França                 | 1925  | [ 52 ]  |
| 12  | Thomas Milton Liggett    | Matemático                                               | Estados Unidos         | 1944  | [ 53 ]  |
| 13  | Chedi Klibi              | Político                                                 | Tunísia                | 1925  | [ 54 ]  |
| 13  | Riad Ismat               | Escritor                                                 | Síria                  | 1947  | [ 55 ]  |
| 13  | Shobushi Kanji           | Lutador de sumô                                          | Japão                  | 1991  | [ 56 ]  |
| 14  | Czesław Stanula          | Bispo                                                    | Polónia                | 1940  | [ 57 ]  |
| 14  | Ronald Ludington         | Patinador artístico e treinador                          | Estados Unidos         | 1934  | [ 58 ]  |
| 14  | Sally Rowley             | Joalheira e ativista                                     | Estados Unidos         | 1931  | [ 59 ]  |
| 15  | Fred Willard             | Ator                                                     | Estados Unidos         | 1933  | [ 60 ]  |
| 15  | Claes Borgström          | Político e advogado                                      | Suécia                 | 1944  | [ 61 ]  |
| 15  | Olga Savary              | Escritora                                                | Brasil                 | 1933  | [ 62 ]  |
| 16  | Bimbinha                 | Futebolista                                              | Brasil                 | 1956  | [ 63 ]  |
| 16  | Pilar Pellicer           | Atriz                                                    | México                 | 1938  | [ 64 ]  |
| 16  | Luiz Maklouf Carvalho    | Jornalista e escritor                                    | Brasil                 | 1953  | [ 65 ]  |
| 16  | Monique Mercure          | Atriz                                                    | Canadá                 | 1930  | [ 66 ]  |
| 16  | Mário Chermont           | Político                                                 | Brasil                 | 1937  | [ 67 ]  |
| 16  | Wilson Roosevelt Jerman  | Mordomo                                                  | Estados Unidos         | 1929  | [ 68 ]  |
| 17  | Hélio Nogueira Lopes     | Médico e político                                        | Brasil                 | 1922  | [ 69 ]  |
| 17  | José Cutileiro           | Diplomata e escritor                                     | Portugal               | 1934  | [ 70 ]  |
| 17  | Wilson Braga             | Político, empresário e advogado                          | Brasil                 | 1931  | [ 71 ]  |
| 17  | Lucky Peterson           | Músico                                                   | Estados Unidos         | 1964  | [ 72 ]  |
| 17  | Shad Gaspard             | Lutador de wrestling                                     | Estados Unidos         | 1981  | [ 73 ]  |
| 17  | Tatiana Lemachko         | Enxadrista                                               | Bulgária/ Suíça        | 1948  | [ 74 ]  |
| 18  | Marko Elsner             | Futebolista                                              | Eslovênia              | 1960  | [ 75 ]  |
| 18  | João Lopes               | Cantor e compositor                                      | Brasil                 | 1950  | [ 76 ]  |
| 18  | Laudo Natel              | Político e dirigente esportivo                           | Brasil                 | 1920  | [ 77 ]  |
| 18  | Luiz Lauro Filho         | Político                                                 | Brasil                 | 1978  | [ 78 ]  |
| 18  | Michelle Rossignol       | Atriz                                                    | Canadá                 | 1940  | [ 79 ]  |
| 18  | James Sherwood           | Empresário                                               | Reino Unido            | 1933  | [ 80 ]  |
| 18  | Vincent Malone           | Bispo                                                    | Reino Unido            | 1931  | [ 81 ]  |
| 19  | Ravi Zacharias           | Evangelista e apologista                                 | Estados Unidos         | 1946  | [ 82 ]  |
| 19  | Gil Vianna               | Político e militar                                       | Brasil                 | 1965  | [ 83 ]  |
| 19  | Jon Whiteley             | Historiador de arte e ator                               | Reino Unido            | 1945  | [ 84 ]  |
| 19  | João Wilson Mendes Melo  | Professor e escritor                                     | Brasil                 | 1921  | [ 85 ]  |
| 19  | Annie Glenn              | Ativista                                                 | Estados Unidos         | 1920  | [ 86 ]  |
| 19  | Richard Anuszkiewicz     | Pintor                                                   | Estados Unidos         | 1930  | [ 87 ]  |
| 20  | Adolfo Nicolás           | Sacerdote                                                | Espanha                | 1936  | [ 88 ]  |
| 21  | Fernando Py              | Poeta, crítico literário e tradutor                      | Brasil                 | 1935  | [ 89 ]  |
| 21  | Gerd Strack              | Futebolista                                              | Alemanha               | 1955  | [ 90 ]  |
| 21  | Roberto Moya             | Atleta                                                   | Cuba/ Espanha          | 1965  | [ 91 ]  |
| 21  | Oliver Williamson        | Economista                                               | Estados Unidos         | 1932  | [ 92 ]  |
| 22  | Ashley Cooper            | Tenista                                                  | Austrália              | 1936  | [ 93 ]  |
| 22  | Luigi Simoni             | Futebolista, treinador e dirigente esportivo             | Itália                 | 1939  | [ 94 ]  |
| 22  | Mory Kanté               | Músico                                                   | Guiné                  | 1950  | [ 95 ]  |
| 22  | Jerry Sloan              | Basquetebolista e treinador                              | Estados Unidos         | 1942  | [ 96 ]  |
| 22  | Miljan Mrdaković         | Futebolista                                              | Sérvia                 | 1982  | [ 97 ]  |
| 22  | Albert Memmi             | Escritor                                                 | França                 | 1920  | [ 98 ]  |
| 23  | Maria Velho da Costa     | Escritora                                                | Portugal               | 1938  | [ 99 ]  |
| 23  | Jitendra Nath Pande      | Professor e médico                                       | Índia                  | 1941  | [ 100 ] |
| 23  | Hana Kimura              | Lutadora profissional                                    | Japão                  | 1997  | [ 101 ] |
| 24  | Dinaldo Wanderley        | Político, advogado, economista, empresário e futebolista | Brasil                 | 1950  | [ 102 ] |
| 24  | Jimmy Cobb               | Baterista                                                | Estados Unidos         | 1929  | [ 103 ] |
| 24  | José Roberto Figueroa    | Futebolista                                              | Honduras               | 1959  | [ 104 ] |
| 25  | Vadão                    | Treinador de Futebol                                     | Brasil                 | 1956  | [ 105 ] |
| 25  | Joseph Bouasse           | Futebolista                                              | Camarões               | 1998  | [ 106 ] |
| 25  | George Floyd             | Caminhoneiro e guarda de segurança                       | Estados Unidos         | 1973  | [ 107 ] |
| 26  | Stanley Ho               | Empresário                                               | Macau/ China/ Portugal | 1921  | [ 108 ] |
| 26  | Sergio Gaudenzi          | Engenheiro civil e político                              | Brasil                 | 1941  | [ 109 ] |
| 26  | Prahlad Jani             | Sadhu, iogue e eremita                                   | Índia                  | 1929  | [ 110 ] |
| 26  | Oleh Hornykiewicz        | Bioquímico                                               | Áustria                | 1926  | [ 111 ] |
| 26  | Vladimir Lopukhin        | Economista e político                                    | Rússia                 | 1952  | [ 112 ] |
| 27  | Larry Kramer             | Escritor e ativista                                      | Estados Unidos         | 1935  | [ 113 ] |
| 27  | Murilo Melo Filho        | Advogado, jornalista e escritor                          | Brasil                 | 1928  | [ 114 ] |
| 27  | Ítalo Campofiorito       | Arquiteto, professor universitário e crítico de arte     | França                 | 1933  | [ 115 ] |
| 27  | Ali Chaim                | Jornalista e radialista                                  | Brasil                 | 1939  | [ 116 ] |
| 27  | Conceição Senna          | Atriz, cineasta e escritora                              | Brasil                 | 1937  | [ 117 ] |
| 28  | Claude Goasguen          | Professor e político                                     | França                 | 1945  | [ 118 ] |
| 28  | Gustaaf De Smet          | Ciclista                                                 | Bélgica                | 1935  | [ 119 ] |
| 28  | Marcelo Ferreira Duarte  | Advogado e político                                      | Brasil                 | 1931  | [ 120 ] |
| 28  | Lennie Niehaus           | Músico                                                   | Estados Unidos         | 1929  | [ 121 ] |
| 29  | Abderrahmane Youssoufi   | Político e advogado                                      | Marrocos               | 1924  | [ 122 ] |
| 29  | Gilberto Dimenstein      | Escritor e jornalista                                    | Brasil                 | 1956  | [ 123 ] |
| 29  | Célio Taveira Filho      | Futebolista                                              | Brasil                 | 1940  | [ 124 ] |
| 29  | Evaldo Gouveia           | Cantor, compositor e violonista                          | Brasil                 | 1928  | [ 125 ] |
| 30  | Bobby Morrow             | Velocista                                                | Estados Unidos         | 1935  | [ 126 ] |
| 30  | Michael Angelis          | Ator                                                     | Reino Unido            | 1952  | [ 127 ] |
| 30  | Mady Mesplé              | Cantora                                                  | França                 | 1931  | [ 128 ] |
| 30  | Roger Decock             | Ciclista                                                 | Bélgica                | 1927  | [ 129 ] |
| 30  | Károly Wieland           | Canoísta                                                 | Hungria                | 1934  | [ 130 ] |
| 31  | Christo                  | Artista                                                  | Bulgária               | 1935  | [ 131 ] |
| 31  | Nicolau dos Santos Neto  | Juiz                                                     | Brasil                 | 1928  | [ 132 ] |
| 31  | Dan van Husen            | Ator                                                     | Alemanha               | 1945  | [ 133 ] |
| 31  | Fabio Lombini            | Nadador                                                  | Itália                 | 1998  | [ 134 ] |